# 国鉄タキ4700形貨車
国鉄タキ4700形貨車（こくてつタキ4700がたかしゃ）は、かつて日本国有鉄道（国鉄）に在籍した私有貨車（タンク車）である。

## 概要
1956年（昭和31年）3月3日にタキ1700形より2両（コタキ1701、コタキ1702）が日本車輌製造にて改造され形式は新形式名であるタキ4700形（コタキ4700 - コタキ4701）とされた。
その後1960年（昭和35年）3月31日に1両（コタキ4702）が汽車製造にて製作された。
記号番号表記は特殊標記符号「コ」（全長 12 m 以下）を前置し「コタキ」と標記する。
本形式の他に希硫酸を専用種別とする形式は、タ1370形（3両）、タ1400形（3両）、タ1900形（4両）、タム3500形（6両）、タラ300形（13両）、タサ400形（14両）、タサ2100形（1両）、タキ1450形（1両）、タキ1700形（31両）、タキ4750形（6両）、タキ7600形（2両）、タキ19700形（6両）の12形式がある。
落成当時の所有者は、全車とも日本曹達であり常備駅は大寺駅（1965年（昭和40年）6月1日に磐梯町駅に改称）であった。1966年（昭和41年）12月3日に全車日曹金属（現在の日曹金属化学）へ名義変更された。
ドーム付き直円筒型のタンク体は、普通鋼（一般構造用圧延鋼材）製で荷役方式はタンク上部にある積込口からの上入れ、加圧空気を使用した液出管、空気管による上出し式である。
塗色は、黒であり、全長は9,400mm、台車中心間距離は5,700mm、実容積は20.0m3、自重は15.5t - 16.7t、換算両数は積車4.5、空車1.6、最高運転速度は75km/h、台車は12t車軸を使用したベッテンドルフ式のTR41Cである。
1976年（昭和51年）11月1日に最後まで在籍した2両（コタキ4701 - コタキ4702）が廃車となり同時に形式消滅となった。